# Polikarpov I-3
Il Polikarpov I-3 (in caratteri cirillici Поликарпов И-3) era un caccia monomotore a velatura biplana progettato dall'ingegnere Nikolaj Nikolaevič Polikarpov, in seguito direttore dell'omonimo OKB, e sviluppato in Unione Sovietica nei tardi anni venti.
Sviluppo dei biposto Polikarpov DI-1 e 2I-N1 rimasti allo stadio di prototipo e destinato alla Sovetskie Voenno-vozdušnye sily, l'aeronautica militare sovietica, entrò in servizio come dotazione dei reparti da caccia nel 1929 rimanendo operativo fino al 1935, anno in cui venne sostituito da modelli più efficaci dotati di migliori prestazioni complessive.

## Tecnica
Il Polikarpov I-3 era un velivolo di impostazione, per l'epoca, classica; monomotore biposto a velatura biplana e carrello fisso.
La fusoliera, semi-monoscocca a sezione ovale ricoperta in pannelli di compensato, era caratterizzata dalla presenza di un singolo abitacolo aperto. Posteriormente terminava in un impennaggio classico monoderiva e dotato di piani orizzontali controventati superiormente da un'asta per lato.
La configurazione alare era biplano-sesquiplana con ala superiore, montata alta a parasole, collegata all'inferiore, di minor apertura alare e leggermente spostata verso coda, da una coppia di montanti ad "N", uno per lato, integrati da tiranti in cavetto d'acciaio.
Il carrello d'atterraggio era fisso, molto semplice, montato su una struttura tubolare ammortizzata al di sotto della fusoliera, dotato di ruote di grande diametro collegate da un asse rigido ed integrato posteriormente con un pattino d'appoggio. In alternativa potevano essere installati, in sostituzione delle ruote, dei pattini per poter operare da superfici innevate o ghiacciate.
La propulsione era affidata ad un motore raffreddato a liquido posizionato all'apice anteriore della fusoliera, o l'originario BMW VI o il suo equivalente sovietico Mikulin M-17, un 8 cilindri a V di 90° in grado di erogare una potenza pari ai 730 CV (545 kW) del propulsore tedesco o ai 750 CV (550 kW) di quello autoctono, posizionato all'apice anteriore della fusoliera, racchiuso in una cofanatura metallica ed abbinato ad un'elica bipala in legno a passo fisso.

## Utilizzatori
Unione Sovietica
- Sovetskie Voenno-vozdušnye sily